# Louzignac
Louzignac település Franciaországban, Charente-Maritime megyében. Lakosainak száma 172 fő (2022. január 1.). Louzignac Ballans, Brie-sous-Matha, Haimps, Siecq és Sonnac községekkel határos.

## Népesség
A település népességének változása:
| Lakosok száma | 196  | 158  | 166  | 163  | 156  | 161  | 160  | 165  | 168  | 172  |
|               | 1968 | 1982 | 1990 | 2006 | 2013 | 2015 | 2017 | 2019 | 2020 | 2022 |